# Coptotettix annulipes
Coptotettix annulipes är en insektsart som beskrevs av Karsch 1890. Coptotettix annulipes ingår i släktet Coptotettix och familjen torngräshoppor. Inga underarter finns listade i Catalogue of Life.